# HMS Victorious (R38)
Авіаносець «Вікторіос» (англ. HMS Victorious (R38) — військовий корабель, авіаносець типу «Іластріас» Королівського військово-морського флоту Великої Британії за часів Другої світової війни.

## Історія створення
Авіаносець «Вікторіос» закладений 4 травня 1937 на верфі компанії Vickers-Armstrongs, Ньюкасл-апон-Тайн. 15 травня 1941 увійшов до складу Королівських ВМС Великої Британії.